# Ökenråttor
Ökenråttor eller gerbiller (Gerbillinae) är en underfamilj av små gnagare som omfattar ungefär 110 arter vilka förekommer i Afrika och Asien. Alla arter är anpassade till torra biotoper och merparten är främst dagaktiva, men vissa är även skymningsaktiva, och nästan alla arter är allätare. De mäter vanligtvis mellan 15 och 30 centimeter, där ungefär hälften utgörs av svansen.
Ökenråttorna lever oftast i 2–5 år men kan bli äldre i fångenskap. Gerbiller är sociala djur som lever i familjeflockar och de tvättar varandra och sover ihop. Ökenråttor är populära sällskapsdjur där mongolisk ökenråtta (Meriones unguiculatus) är den vanligaste arten i fångenskap.

## Systematik
Gruppen beskrevs första gången taxonomiskt 1825 av John Edward Gray. Den mongoliska gerbilen upptäcktes vid mitten av 1800-talet och studerades mer noggrant 1866 av Armand David, en fransk upptäcktsresande som även beskrev ett flertal andra arter under sina resor i östra Asien. Han noterade i sin dagbok om "den gula råttan" som han såg för första gången den 14 april 1866.
Ett år senare, 1867, publicerades den första vetenskapliga beskrivningen av den mongoliska ökenråttan av Alphonse Milne-Edwards, bror till Henri Milne-Edwards som var en god vän till David och som jobbade vid Muséum national d'histoire naturelle (Naturhistoriska museet) i Jardin des plantes i Paris. David hade skickat några specimen av ökenråttan till Henri, och han beskrev arten under det vetenskapliga namnet Gerbillus unguiculatus.
1908 reviderades gerbilernas taxonomi av Oldfield Thomas, en zoolog vid Natural History Museum i London. Då flyttades arten till sitt nuvarande släkte och fick namnet Meriones unguiculatus.
Flera andra arter av ökenråttor beskrevs under 1800-talet. Den algeriska duprasin upptäcktes 1880 i Laghouat, Algeriet av franska zoologen Fernand Lataste.

## Utseende
Ökenråttorna mäter vanligtvis mellan 150 och 300 millimeter, varav nästan hälften utgör svansen, men kroppslängden kan variera från 50–200 mm, och svanslängden mellan 56 och 245 mm. Den stora arten Rhombomys opimus, som från början förekommer i Turkmenistan, kan bli mer än 30 centimeter lång.  De väger mellan 10 och 227 gram.
Ökenråttor hoppar fram, snarare än springer, och bakfötterna som är relativt stora är håriga på undersidan för att skydda fötterna mot hetta som uppstår i ökensand. Hela kroppen är täckt med päls för att skydda huden från solen. Svansen är täckt av päls som slutar i en liten tofs.

## Utbredning
Ökenråttor förekommer i Afrika och Mellanöstern, genom Centralasien, i större delen av Indien och så långt österut som östra Mongoliet.

## Ekologi

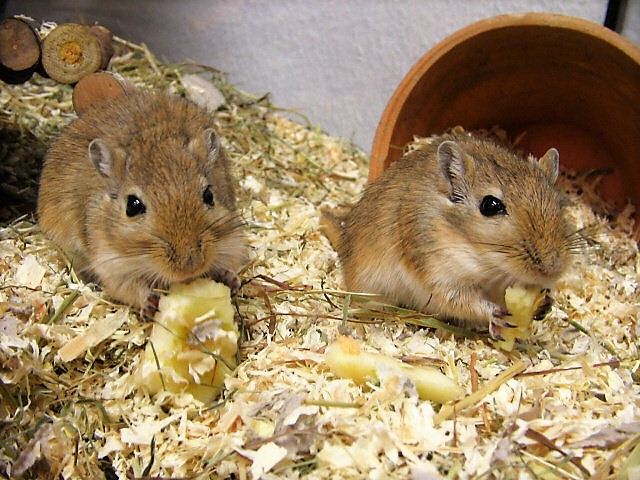
Meriones unguiculatus.

Flertalet arter av ökenråttor föredrar torra, öppna biotoper med liten växtlighet. De förekommer i stenig eller sandig ökenbiotop, sandigt slättlandskap, bergssluttningar, stäpp, gräsmark och savann. Ett fåtal arter förekommer också i fuktigare skogsmark, jordbruksbyggd och i bergsdalar. Den typiska ökenråttan bor under jord i nätverk av tunnlar som även har speciella "kammare" för familjer där de sover och äter. De flesta arter är dagaktiva.
Gerbiller är sociala djur och de förlitar sig på sitt luktsinne för att identifiera medlemmar ur den egna gruppen. Gerbiller kan attackera och ofta döda en annan gerbill som har en okänd lukt. Ökenråttorna kan gräva ingångarna till dessa tunnlar så att ingen vind kan blåsa ner i hålorna. De blir ungefär 5 år. Dess långa svans använder den för att hålla balansen när den står på bakbenen. De är nyfikna men snabba att komma undan vid fara. Både vilda och tama ökenråttor är naturliga gnagare och gnager gärna hela tiden. Detta är bland annat för att hålla tänderna i trim. Gerbillerna är ett härdigt djur som klarar sig länge utan mat och vatten.
Gerbiller går inte i ide. Rhombomys opimus, ibland kallad ökenspringråtta, som lever i Asien, från Afghanistan till Kina stannar ofta under marken under vintern där den äter och sover. Det finns inga bevis på att ökenråttor lagrar mat, men däremot äter gerbiler mycket fet mat och lagrar fett i kroppen. 
För att öka sin ställning i gruppens hierarki ställer sig flera ökenråttor på bakbenen och boxar med framtassarna.

### Fortplantning

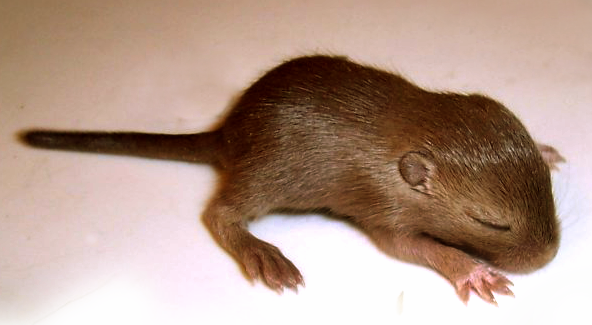
Gerbilungar föds döva, nakna och blinda men pälsen börjar växa redan efter 5 dagar. Här en 13 dagar gammal burmesisk gerbilunge.

Gerbiler blir könsmogna redan vid cirka 9–12 veckors ålder och de kan producera sin första kull redan då men ibland klarar så unga honor inte av att ta hand om sina ungar på rätt sätt. Parningen kan hålla på i flera timmar och oftast jagar hanen honan och hon försöker skaka av honom, även om hon inte har mycket till chans mot en fullvuxen hane. Det är dock sällan en hona attackerar en hane tillbaka. 
Dräktigheten varar cirka 24–26 dagar första gången, men kan pågå något längre vid honans andra dräktigheter och kullstorleken kan variera mellan 2 och 9, men det är vanligast att honan får runt 4–6 ungar.
Ungarna föds blinda, döva och nakna, men pälsen börjar oftast växa ut efter enbart 5–6 dagar. Efter 8–9 dagar börjar ungarna att röra på sig. Hörseln kommer normalt igång efter cirka 14 dagar och då får gerbilerna även sina tänder. De öppnar ögonen efter cirka 17–21 dagar och börjar vid den här tiden även att testa fast föda, även om de huvudsakligen lever på mammans mjölk fortfarande. Vid sex veckor kan man sära dem från mamman. När en unge lämnar sin mor söker de upp andra ökenråttor, bygger ut nätverket och skapar egna kammare för att para sig och utöka familjerna.

## Ökenråttor som husdjur
Huvudartikel Ökenråttor som husdjur
Mongolisk ökenråtta (Meriones unguiculatus) fördes från Kina till Frankrike under 1800-talet och blev där ett populärt sällskapsdjur. 1935 studerades gerbilerna av professor Kasugo i det vilda, och han fångade även in ett 20-tal individer vid Amurfloden som han förde till Japan och Kitasatouniversitetet. Det var dessa ökenråttor som blev grunden för merparten av de gerbiler som idag hålls som husdjur. 

## Släkten inom underfamiljen
UNDERFAMILJ GERBILLINAE
- Tribus Ammodillini
  - Släkte Ammodillus, 1 art
    - Ammodillus imbellis
- Tribus Desmodilliscini
  - Släkte Desmodilliscus, 1 art
    - Desmodilliscus braueri

  - Släkte Pachyuromys
    - Pachyuromys duprasi
- Tribus Gerbillini
  - Släkte Dipodillus, cirka 13 arter
  - Släkte Gerbillus, cirka 40 arter
  - Släkte Microdillus, 1 art
    - Microdillus peeli

  - Släkte Brachiones, 1 art
    - Brachiones przewalskii

  - Släkte Meriones, cirka 17 arter
  - Släkte Psammomys, 2 arter
    - Psammomys obesus
    - Psammomys vexillaris

  - Släkte Rhombomys, 1 art
    - Rhombomys opimus
- incertae sedis (osäker placering)
  - Släkte Sekeetamys, 1 art
    - Sekeetamys calurus
- Tribus Gerbillurini
  - Släkte Desmodillus, 1 art
    - Desmodillus auricularis

  - Släkte Gerbilliscus, cirka 11 arter
  - Släkte Gerbillurus, 4 arter
  - Släkte Tatera, 1 art
    - Tatera indica
- Tribus Taterillini
  - Släkte Taterillus, cirka 10 arter